# 柚木凛
柚木凛(ゆずきりん)は、日本のバーチャルYouTuber。「えもえちプロダクション」所属の「AVTuber」。

## 概要
VTuber事務所「えもえちプロダクション」所属のバーチャルYouTuber。AV(アダルトビデオ)系の動画に特化した「業界初のAVTuber」である。
普段は学校に通いながらAVTuberとして活動中。彼女自身は事務所側からのオファーがあってこちらの業界に入った。内気で控え目な性格の彼女は、もともとエッチなことに興味があったのと、キラキラしたAV女優さんたちに憧れていたらしい。
なお、現在のYouTubeチャンネルは9代目。初代・2代目・3代目・4代目・5代目・6代目・7代目・8代目のチャンネルは全てセンシティブな内容のせいでアカウントが削除されてしまった。
そのため、現在は2020年12月7日より開設したゲーム配信専用チャンネル「yuzuki official game channel」をメインチャンネルとして
仕様を変更し、ニコニコ生放送も併用しながら配信している。
しかし、幾度の重なるチャンネルのBANの弊害によりYouTube側から規制が入り、今後新たにチャンネルを作ることが出来なくなってしまった。
そのため、2021年10月19日からTwitchにて新たに作成したチャンネル「柚木凛」を新たな配信の拠点としている。
YouTubeへの動画投稿はASMRなど配信に支障がないものへとどめ、より性的な内容・成人向けの内容の動画・ボイスについては
BOOTH・DLsite・FANZAにて販売を行っている。
2021年11月27日より新たにFantiaにて作品販売を開始した。こちらでは現在は取り扱いの作品は少ないが、順次作品数を増やしていく予定。Fantiaでは作品販売だけでなく、撮り下ろしの画像等も公開されている。
なお、不定期ではあるが、平均24時間を超えるゲーム実況配信をメインとする耐久配信なども行っている。

そして、2022年6月28日の配信内にて自身が3周年を迎える7月29日をもって、えもえちプロダクション及びAVtuberの卒業を発表した。

## 出演

### テレビ番組
2020年
- エンタテ！区（5月28日、RKB毎日放送）